# Dagny Dewath
Dagny Dewath (* 24. November 1981 in West-Berlin) ist eine deutsche Schauspielerin.

## Leben

### Ausbildung und Theater
Dewath absolvierte von 2004 bis 2008 ein Schauspielstudium an der Folkwang Hochschule Essen im Studiengang  Schauspiel Bochum. Während ihres Studiums hatte sie bereits ein Engagement als Anfängerin am Schauspielhaus Bochum. In Brechts Schauspiel „Die Kleinbürgerhochzeit“ (Regie: Wolf-Dietrich Sprenger) spielte sie zwischen 2007 und 2009 die Rolle der Mutter. Die Inszenierung wurde 2007 beim Bundeswettbewerb der deutschsprachigen Schauspielschulen in Salzburg mit dem Ensemble- und Publikumspreis ausgezeichnet. In der Spielzeit 2007/08 trat sie am Düsseldorfer Schauspielhaus als Milenka in Franz Grillparzers Schauspiel „Libussa“ (Regie: Konstanze Lauterbach) auf.
Anschließend hatte sie Engagements am Schauspielhaus Bochum, u. a. in „A Tribute to Quentin Tarantino“ (2009/10), „A Tribute to Johnny Cash“ (2009–2013; Regie: Arne Nobel) und in dem Liederabend „Heimat ist auch keine Lösung“ (2012/13; Regie: Thomas Anzenhofer); außerdem wirkte sie in einigen Produktionen des Festivals „Ohne alles“ mit.
Sie trat am Westfälischen Landestheater auf, u. a. als Ayten Öztürk in „Auf der anderen Seite“ von Fatih Akin (2010/11; Regie: Christian Scholze) und als Spelunkenjenny in Brecht/Weills „Die Dreigroschenoper“ (2012/13; Regie: Katrin Herchenröter). Mehrfach spielte sie auch am Rottstraße 5 Theater in Bochum, u. a. in dem Solo-Abend „Requiem für Sylvia Plath“ (2009–2015; Regie: Arne Nobel), in der Titelrolle von „Fräulein Julie“ (2010/11; Regie: Arne Nebel), als Marla Singer in „Fight Club“ (2010–2015; Regie: Oliver Paolo Thomas), in „Volkers Lied der Nibelungen“ (2011/12; als Brünhild), „Ronja Räubertochter“ (2011/12), als Wilddrude und in „Die Rückkehr“ nach Motiven von Joseph Conrad (2010–2013) als Gabrielle. Am Schauspiel Essen wirkte sie in der Spielzeit 2012/13 als Frau Darling in dem Weihnachtsstück „Peter Pan“ (Regie: Henner Kallmeyer) mit; 2014 spielte sie dort eine Korintherin in „Medea“ (Regie: Konstanze Lauterbach). In der Spielzeit 2013/14 trat sie am Prinz Regent Theater in Bochum als Desdemona in Shakespeare „Othello“ auf.

### Film und Fernsehen
Dewath arbeitet auch für Film und Fernsehen. Zunächst wirkte sie in einigen Kurzfilmen, Diplomfilmen, Hochschulabschlussfilmen (u. a. in Gisberta) und Musikvideos mit. Seit 2008 übernimmt sie regelmäßig Fernsehrollen.
In dem Fernsehfilm Robin Hood (2013; mit Ken Duken) übernahm sie die weibliche Hauptrolle der Kriminalkommissarin Sophie Kaiser. In dem Fernsehfilm Hüter meines Bruders (2014) hatte sie die Rolle der Andrea. In der Filmkomödie Stromberg – Der Film (2014) war sie in einer Nebenrolle zu sehen; sie spielte die elegante Gastgeberin Helena. In dem Fernsehfilm Die Hebamme (2014) spielte sie die Hebamme Bele Langwasser, die todkranke und sterbende Mutter der weiblichen Hauptfigur Gesa Langwasser. In der ARD-Fernsehreihe Donna Leon hatte sie in dem Fernsehfilm Reiches Erbe (2014) eine Nebenrolle; sie verkörperte die Nachbarin der ermordeten Signora Costanza Altavilla. Im Oktober 2015 war sie in der ZDF-Krimireihe Wilsberg in einer Nebenrolle zu sehen; sie spielte die Prostituierte Miriam Milana. In dem ZDF-Fernsehfilm Mordkommission Königswinkel (Erstausstrahlung: Juli 2017) spielte sie eine Nebenrolle als Zeitungsjournalistin und Chefredakteurin Beate Staudinger.

### Auftritte in TV-Serien
Dewath ist insbesondere eine vielbeschäftigte Seriendarstellerin. Sie hatte zahlreiche Episodenrollen, zunächst u. a. in den Serien Lasko – Die Faust Gottes (2008), Danni Lowinski (2011), Alarm für Cobra 11 – Die Autobahnpolizei (2013; als erfolgreiche Architektin), SOKO Köln (2014; als neue Assistentin der Chefredakteurin einer Modezeitschrift), Heiter bis tödlich: Koslowski & Haferkamp (2014; als alte Bekannte von Hasan Haferkamp), SOKO München (2015; als Schwangere, die ihre Chefin und beste Freundin ermordet), Notruf Hafenkante (2015; als Unfallverursacherin und Ehefrau), Der Alte (2015; als stellvertretende Geschäftsführerin einer IT-Firma) und Die Rosenheim-Cops (2015; als Empfangsdame und persönliche Assistentin eines renommierten Geigenhändlers).
Es folgten weitere Episodenrollen in SOKO Stuttgart (November 2015, als unter Tatverdacht stehende Nachbarin und „Minimalistin“), in der neuen ZDF-Serie Professor T. (Februar 2017, als verheiratete, tatverdächtige Patientin und Geliebte eines ermordeten Schönheitschirurgen) und auf Das Erste in Hubert und Staller (Mai 2017, als Lebensgefährtin eines ermordeten Herzchirurgen).
Im Dezember 2016 hatte sie ihren ersten Auftritt in der ZDF-Serie Dr. Klein als Heidelberger Ärztin Nadine Mann, die sich um eine Stelle als Oberärztin bewirbt. In der 4. Staffel der ZDF-Fernsehserie Dr. Klein (Erstausstrahlung ab Oktober 2017) übernahm Dewath die Rolle der karriereorientierten, intriganten Leitenden Oberärztin Nadine Mann dann als durchgehende Serienrolle.
2018 hatte sie Episodenrollen u. a. in den ZDF-Serien SOKO Köln (Februar 2018, als Ex-Geliebte des Mordopfers) und erneut in Die Rosenheim-Cops (November 2018, als in Schwarzgeldgeschäfte involvierte Hauskäuferin, die im Garten ihrer neu erworbenen Immobilie eine Leiche findet). In der 5. Staffel der ZDF-Serie Bettys Diagnose (2018) hatte Dewath eine Episodenrolle als Zirkusartistin Maria Valerian. In der 44. Staffel der ZDF-Serie SOKO München (2019) spielte Dewath eine weitere Episodenrolle als Inhaberin einer Escort-Agentur. In der 7. Staffel der ZDF-Serie Heldt (2019) übernahm sie eine Serienrolle als Kommissar Heldts vermeintliche Halbschwester Chloé Maibaum. In der 14. Staffel der ZDF-Serie Notruf Hafenkante (2019) spielte Dewath in einer weiteren Episodenhauptrolle die tatbeteiligte Persönliche Assistentin des Inhabers einer Hamburger Investmentfirma. In der 16. Staffel der ZDF-Serie SOKO Wismar (2020) übernahm sie eine der Episodenhauptrollen als tatverdächtige Antiquitätenhändlerin Laura Wagner. In der 4. Staffel der TV-Serie WaPo Bodensee (2020) hatte sie eine der Episodenhauptrollen als schöne Immobilienmaklerin Anna Devrouis. In der 14. Staffel der TV-Serie Der Bergdoktor (2021) spielte Dewath die getrennt lebende Ehefrau eines Kfz-Werkstattbesitzers und ehemaligen Boxers, der an einer degenerativen Hirnkrankheit leidet. In der 10. Staffel und 11. Staffel der erfolgreichen ZDF-Fernsehreihe Frühling (2021/2022) verkörperte sie eine Mutter von drei Töchtern, die durch die Corona-Pandemie Arbeit und Wohnung verloren hat und aus finanziellen Gründen mit zwei von ihren Kindern auf einen Campingplatz zieht, wo sie sich der Verachtung der Mitcamper und der Realität stellen muss. In der 24. Staffel der TV-Serie In aller Freundschaft (2021) hatte Dewath eine dramatische Episodenhauptrolle als Bibliothekarin und leidenschaftliche Tangotänzerin Saskia Spengler, die unerwartet mit einer Krebsdiagnose konfrontiert wird. In der ZDF-Fernsehreihe Lena Lorenz (2021) verkörperte sie Claudia Hartwig, eine hochschwangere Freundin der Titelfigur, die hofft, nach der Entbindung aus der Nabelschnur Stammzellen für ihre an Leukämie erkrankte ältere Tochter gewinnen zu können. In der 12. Staffel der ZDF-Serie Die Chefin (2021) übernahm sie eine Episodenhauptrolle als tatverdächtige Schönheitschirurgin Lotte Helmer, die einen schmutzigen Scheidungskrieg mit ihrem Noch-Ehemann austrägt. In der ZDF-„Herzkino“-Reihe Marie fängt Feuer (2021) spielte sie eine unter Gedächtnisverlust leidende frühere Bekannte der Titelfigur, die mittlerweile in einer neuen Beziehung lebt und sich nicht mehr an ihre alte Familie und ihre Kinder erinnern kann. In der 23. Staffel der ZDF-Serie SOKO Leipzig (2022) hatte sie eine weitere Episodenhauptrolle als tatverdächtige Leipziger Galeristin Marlies Fehrenbach. Im 32. Fall der Kölner Ermittlerin Marie Brand mit dem Titel Marie Brand und die Ehrenfrauen (2023) verkörperte sie die mit ihrer Familie im Zeugenschutz lebende Caféinhaberin Francesca Messina, die einst als Kronzeugin gegen den eigenen sizilianischen Mafia-Clan ausgesagt hatte.

### Privates
Dewaths Eltern stammen aus der DDR, wo sie wegen „staatsfeindlicher Hetze“ in Haft waren. Dewath selbst wurde, nach der Aussiedlung ihrer Eltern, in West-Berlin geboren. Sie hat eine Schwester und lebt in München.

## Filmografie (Auswahl)
- 2008: Lasko – Die Faust Gottes (Fernsehserie, Episodenhauptrolle)
- 2009: Gisberta (Kurzfilm, Abschlussfilm)
- 2011: Danni Lowinski (Fernsehserie, Folge: Endspiel)
- 2011: Der Mann auf dem Baum (Fernsehfilm)
- 2012: Idiotentest (Fernsehfilm)
- 2012: Der goldene Zweig (Kurzfilm)
- 2013: Dear Courtney (Kinofilm)
- 2013: Robin Hood (Fernsehfilm)
- 2013: Alarm für Cobra 11 – Die Autobahnpolizei (Fernsehserie, Folge: Auferstehung)
- 2013: SOKO Köln (Fernsehserie, Folge: Im Schutz der Nacht)
- 2014: Hüter meines Bruders (Fernsehfilm)
- 2014: Stromberg – Der Film (Kinofilm)
- 2014: Die Hebamme (Fernsehfilm)
- 2014: Heiter bis tödlich: Koslowski & Haferkamp (Fernsehserie, Folge: Kleingartenidylle)
- 2014: Donna Leon: Reiches Erbe (Fernsehreihe)
- 2015: Marie Brand und das Erbe der Olga Lenau (Fernsehfilm)
- 2015: SOKO München (Fernsehserie, Folge: Und dann kam Alf)
- 2015: Notruf Hafenkante (Fernsehserie, Folge: Paulines Fall)
- 2015: Notruf Hafenkante (Fernsehserie, Folge: Blutige Spur)
- 2015: Wilsberg – 48 Stunden (Fernsehreihe)
- 2015: Die Rosenheim-Cops (Fernsehserie, Folge: Ein geschätzter Schätzer)
- 2015: SOKO Stuttgart (Fernsehserie, Folge: Tod eines Kammerjägers)
- 2015: Weihnachts-Männer (Fernsehfilm)
- 2015: 600 PS für zwei (Fernsehfilm)
- 2016: Sturm der Liebe (Fernsehserie, drei Folgen)
- 2016: Alarm für Cobra 11 – Die Autobahnpolizei (Fernsehserie, Folge: Liebesgrüße aus Moskau)
- 2016: Dr. Klein (Fernsehserie, Folge: Überraschungen)
- 2016: Nie mehr wie es war (Fernsehfilm)
- 2017: Professor T. (Fernsehserie, Folge: Mord im Hotel)
- 2017: Chaos-Queens: Für jede Lösung ein Problem (Fernsehfilm)
- 2017: Hubert und Staller (Fernsehserie, Folge: Blackout)
- 2017: Die Konfirmation (Fernsehfilm)
- 2017: Mordkommission Königswinkel (Fernsehfilm)
- 2017–2019, 2021: Der Lehrer (Fernsehserie; mehrere Folgen)
- 2018: SOKO Stuttgart (Fernsehserie, Folge: Schuldig)
- 2018: Alles ist gut (Kinofilm)
- 2018: Rentnercops (Fernsehserie, Folge: Bankgeheimnis)
- 2018: Die Rosenheim-Cops (Fernsehserie, Folge: Der Tote im Garten)
- 2018: Bettys Diagnose (Fernsehserie, Folge: Unangenehme Wahrheiten)
- 2019: SOKO München (Fernsehserie, Folge: Verkaufte Liebe)
- 2019: Hartwig Seeler – Gefährliche Erinnerung (Fernsehreihe)
- 2019: Heldt (Fernsehserie, Folge: Der längste Tag)
- 2019: Todesfrist – Nemez und Sneijder ermitteln (Fernsehfilm)
- 2019: Notruf Hafenkante (Fernsehserie, Folge: Gier)
- 2020: SOKO Wismar (Fernsehserie, Folge: Der Schwedenschatz)
- 2020: WaPo Bodensee (Fernsehserie, Folge: Konstanzer Kwitte)
- 2020: SOKO Stuttgart (Fernsehserie, Folgen: Burlesque)
- seit 2020: Frühling
  - 2020: Spuren der Vergangenheit
  - 2021: Schmetterlingsnebel
  - 2022: Alte Gespenster
  - 2023: Das Geheimnis vom Rabenkopf
  - 2023: Das Mädchen hinter der Tür
  - 2024: Ein Zebra im Gepäck
  - 2025: Wenn du nicht still bist, dann…
  - 2025: Mein Geheimnis, dein Geheimnis
- 2021: Der Bergdoktor (Fernsehserie, Folge: Feind im Kopf)
- 2021: Hartwig Seeler – Ein neues Leben (Fernsehreihe)
- 2021: In aller Freundschaft (Fernsehserie, Folge: Letzter Tango?)
- 2021: Lena Lorenz: Retterbaby (Fernsehreihe)
- 2021: Die Chefin (Fernsehserie, Folge: Nebenwirkungen)
- 2022: Rosamunde Pilcher: Die Elster und der Kapitän (Fernsehreihe)
- 2022: Hartwig Seeler – Im Labyrinth der Rache (Fernsehreihe)
- 2022: Marie fängt Feuer: Das zweite Ich (Fernsehreihe)
- 2022: SOKO Köln (Fernsehserie, Folge: Todesfahrt)
- 2022: SOKO Leipzig (Fernsehserie, Folge: Der rote Punkt)
- 2022: Watzmann ermittelt (Fernsehserie, Folge: Inkognito)
- 2023: Marie Brand und die Ehrenfrauen (Fernsehreihe)
- 2023: Der Alte (Fernsehserie, Folge: Abstiegsangst)
- 2024: SOKO Leipzig (Fernsehserie, Folge: Unter die Haut)
- 2024: Bettys Diagnose (Fernsehserie, Folgen: Wanderjahre, Dr. Robot, Schluss Aus Vorbei)
- 2024: Die Bergretter (Fernsehserie, Folge: Ein letzter Augenblick)
- 2024: SOKO Stuttgart (Fernsehserie, Folge: Abrakadabra)